# جاك كيرشاو
جاك كيرشاو (بالإنجليزية: Jack Kershaw)‏ هو محامي أمريكي، ولد في 12 أكتوبر 1913 في ميزوري في الولايات المتحدة، وتوفي في 7 سبتمبر 2010 في ناشفيل في الولايات المتحدة.